# Tamelanderska affären
Tamelanderska affären utspelade sig i Finland under Krimkriget 1853–1856, då myndigheterna önskade övervaka de intellektuellas kontakter med skandinavister och finländska emigranter i Sverige, bland andra Emil von Qvanten. 
En av huvudaktörerna i affären var postdirektören vid generalguvernörens kansli, statsrådet Alexander Wulffert. Han gav en släkting, studenten Oskar Tamelander (1835–1885), i uppdrag att befordra brev från Finland till Stockholm och vice versa under löfte att censuren på detta sätt skulle kringgås. Tamelander överlät emellertid breven för genomläsning till postdirektören, som härigenom kunde hålla generalguvernören Friedrich Wilhelm Rembert von Berg underrättad om opinionerna. Tamelanders dubbelspel uppdagades snart, och i oktober 1855 kallades han till en sammankomst hos Anders Ramsay (som skildrade episoden i sina memoarer, Från barnaår till silverhår, del 3), där flera andra studenter och yngre universitetslärare var närvarande. Sedan man lyckats avpressa Tamelander en bekännelse, yrkade man på hans relegering; den verkställdes även av Helsingfors universitets vicekansler Johan Reinhold Munck. Flera av Tamelanders vedersakare blev kort därefter indragna i Tölöaffären.